# Махкети
Махкети (рос. Махкеты) — село у Веденському районі Чечні Російської Федерації.
Населення становить 5400 осіб (2019). Входить до складу муніципального утворення Махкетинське сільське поселення.

## Історія
Згідно із законом від 20 лютого 2009 року органом місцевого самоврядування є Махкетинське сільське поселення.

## Населення
| 1990  | 2002  | 2010  | 2012  | 2013  | 2014  | 2015  |
| ----- | ----- | ----- | ----- | ----- | ----- | ----- |
| 3870  | ↘2447 | ↗5028 | ↗5104 | ↗5145 | ↗5212 | ↗5299 |
| 2016  | 2017  | 2018  | 2019  |       |       |       |
| ↗5344 | ↗5345 | ↗5383 | ↗5400 |       |       |       |